# Fer à hosties
 (décembre 2024).
Si vous disposez d'ouvrages ou d'articles de référence ou si vous connaissez des sites web de qualité traitant du thème abordé ici, merci de compléter l'article en donnant les références utiles à sa vérifiabilité et en les liant à la section « Notes et références ».

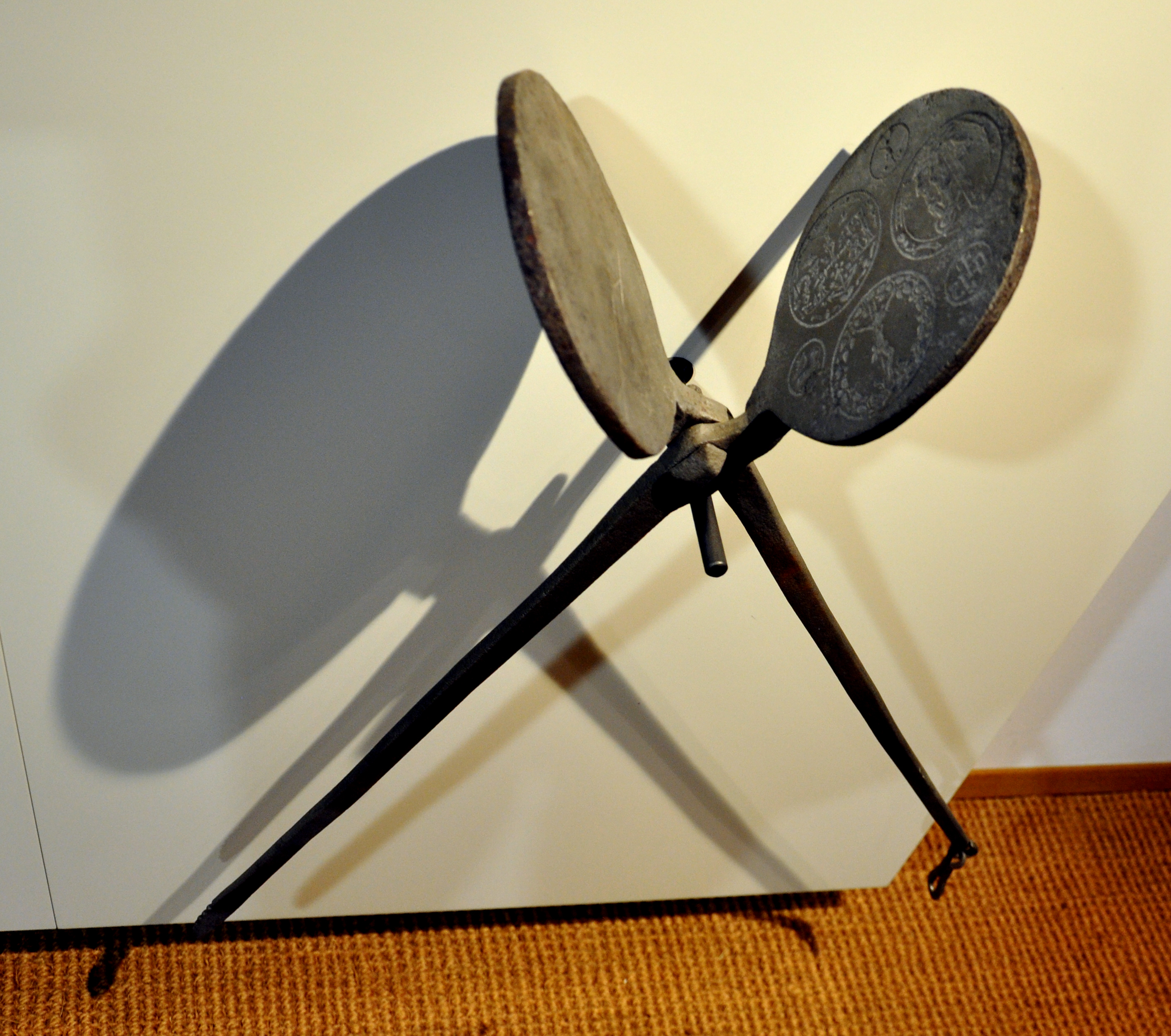
Fer à hosties traditionnel (Allemagne).

Le fer à hosties est un gaufrier spécialement conçu pour la confection de petites galettes rondes et plates – appelées hosties - qui seront utilisées comme pain sacramentel pour les cérémonies eucharistiques. Il gaufre souvent dans la pâte un dessin ou un symbole religieux (IHS).
Par tradition dans l’Église catholique, la confection des hosties est une prérogative des communautés religieuses féminines contemplatives (Carmélites, Clarisses et autres). Avec la confection d’autres articles religieux, elle leur est un important moyen de subsistance.

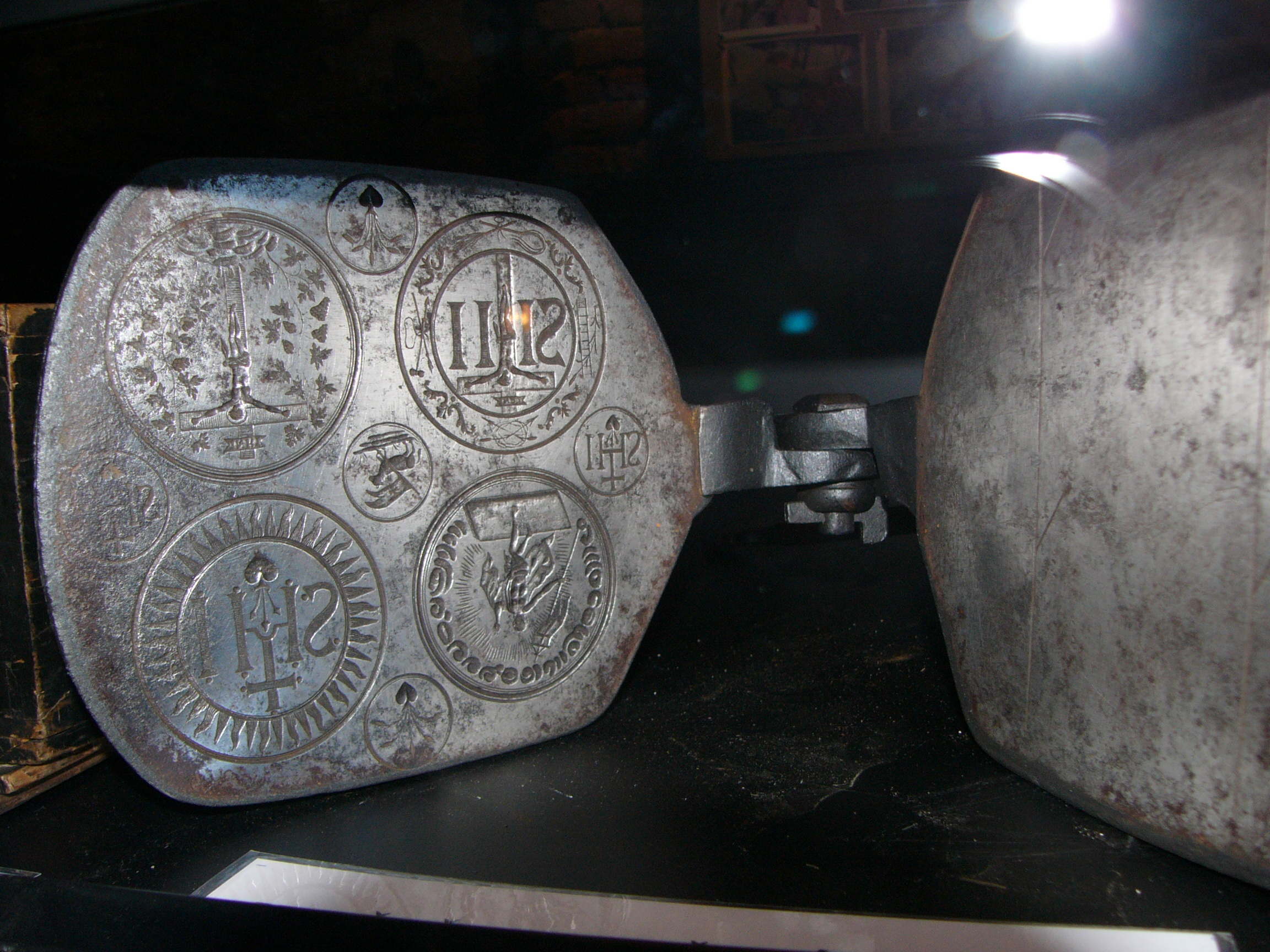
Détail des gravures d'un fer à hosties.
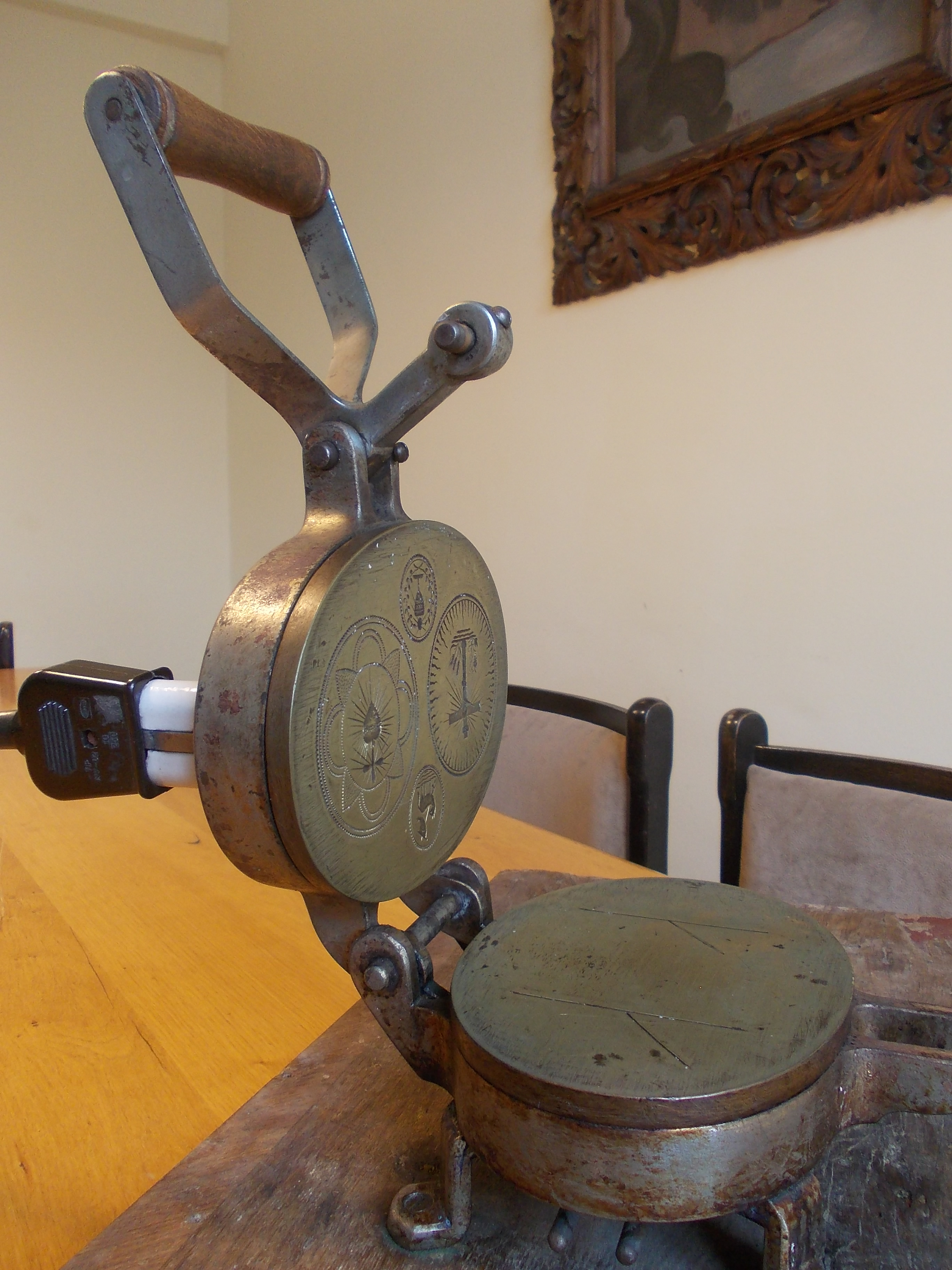
Un fer à hosties électrique.
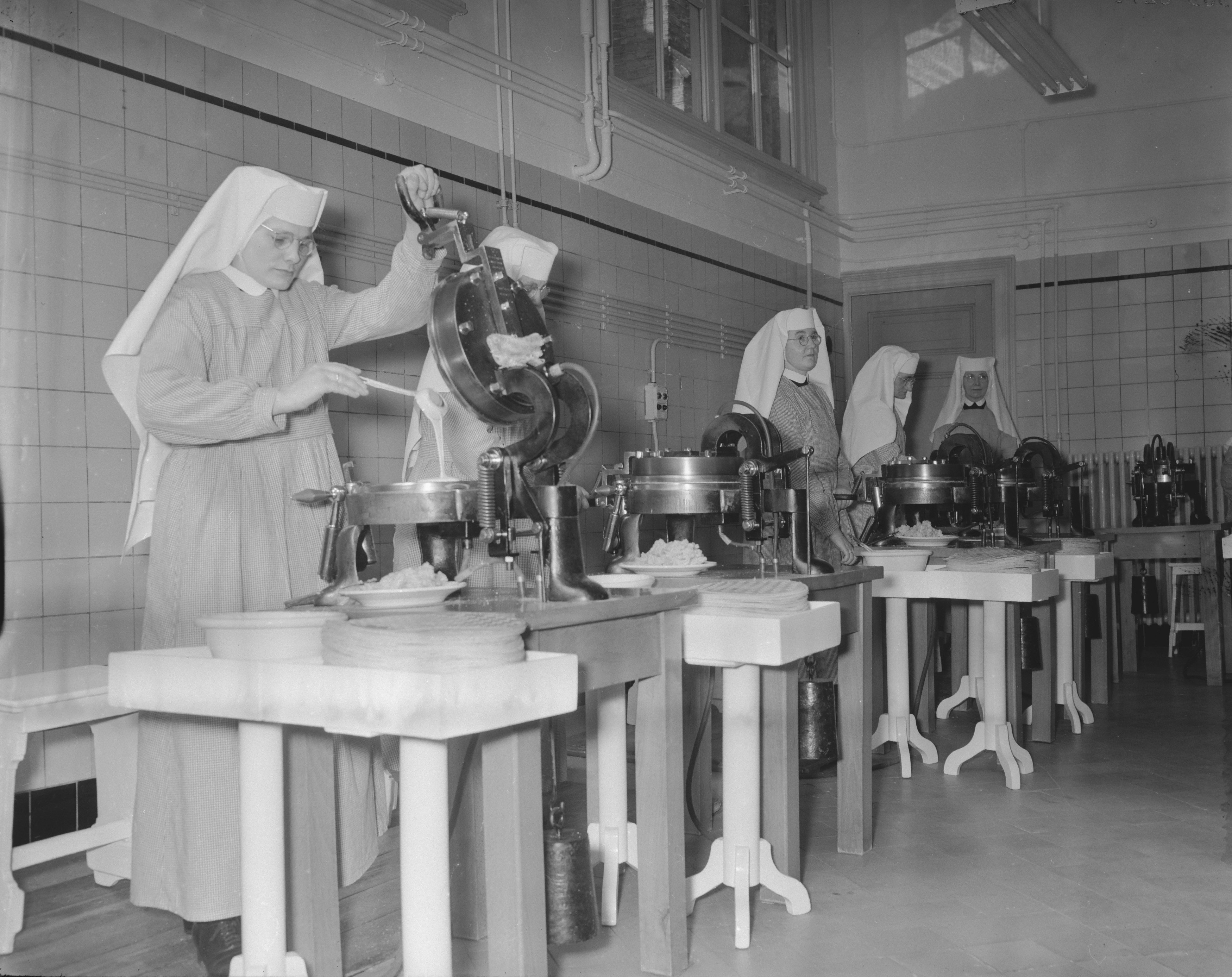
Des religieuses fabricant des hosties à Amsterdam en 1958.
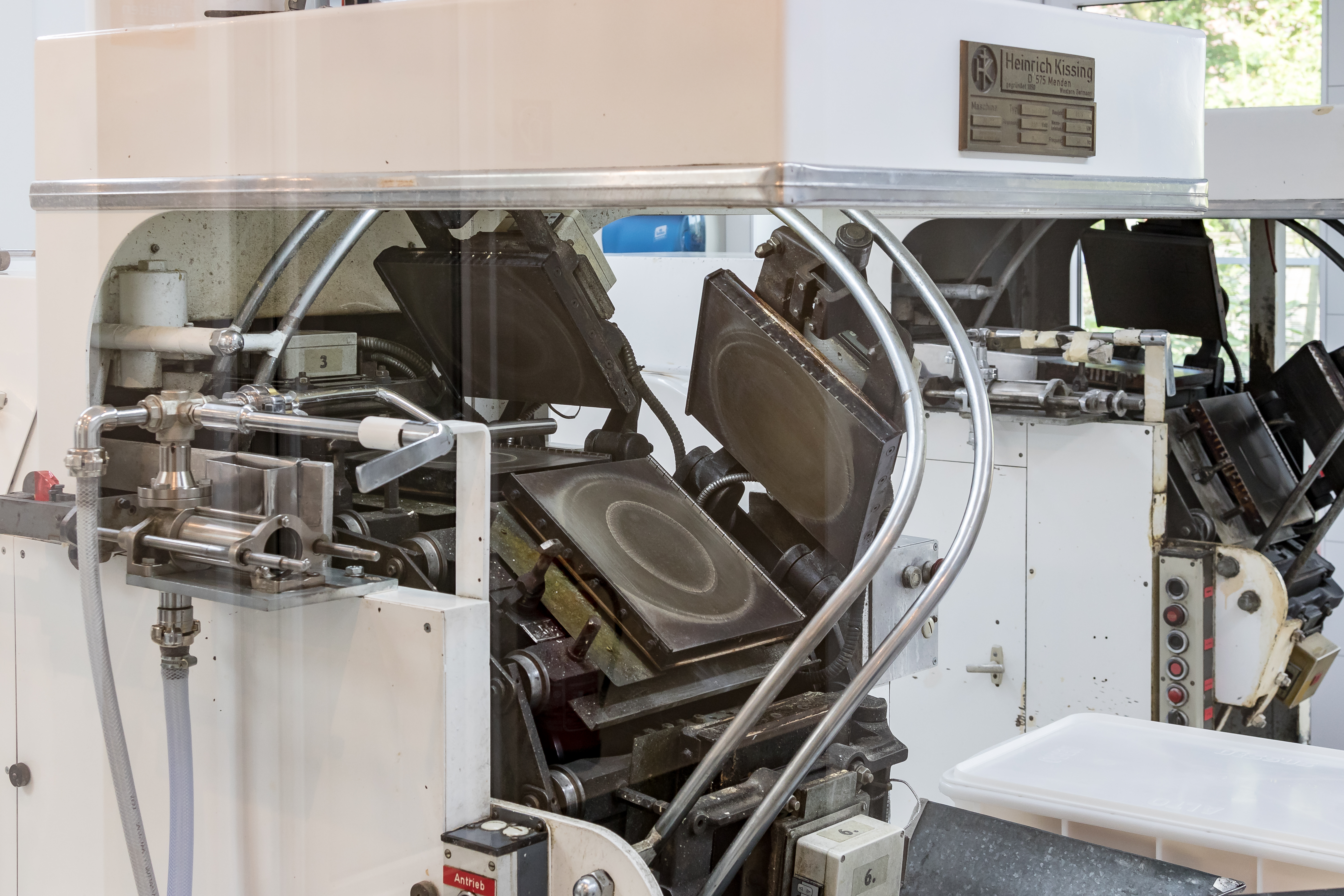
Fer à hosties automatique moderne.